# Radio (elettronica)

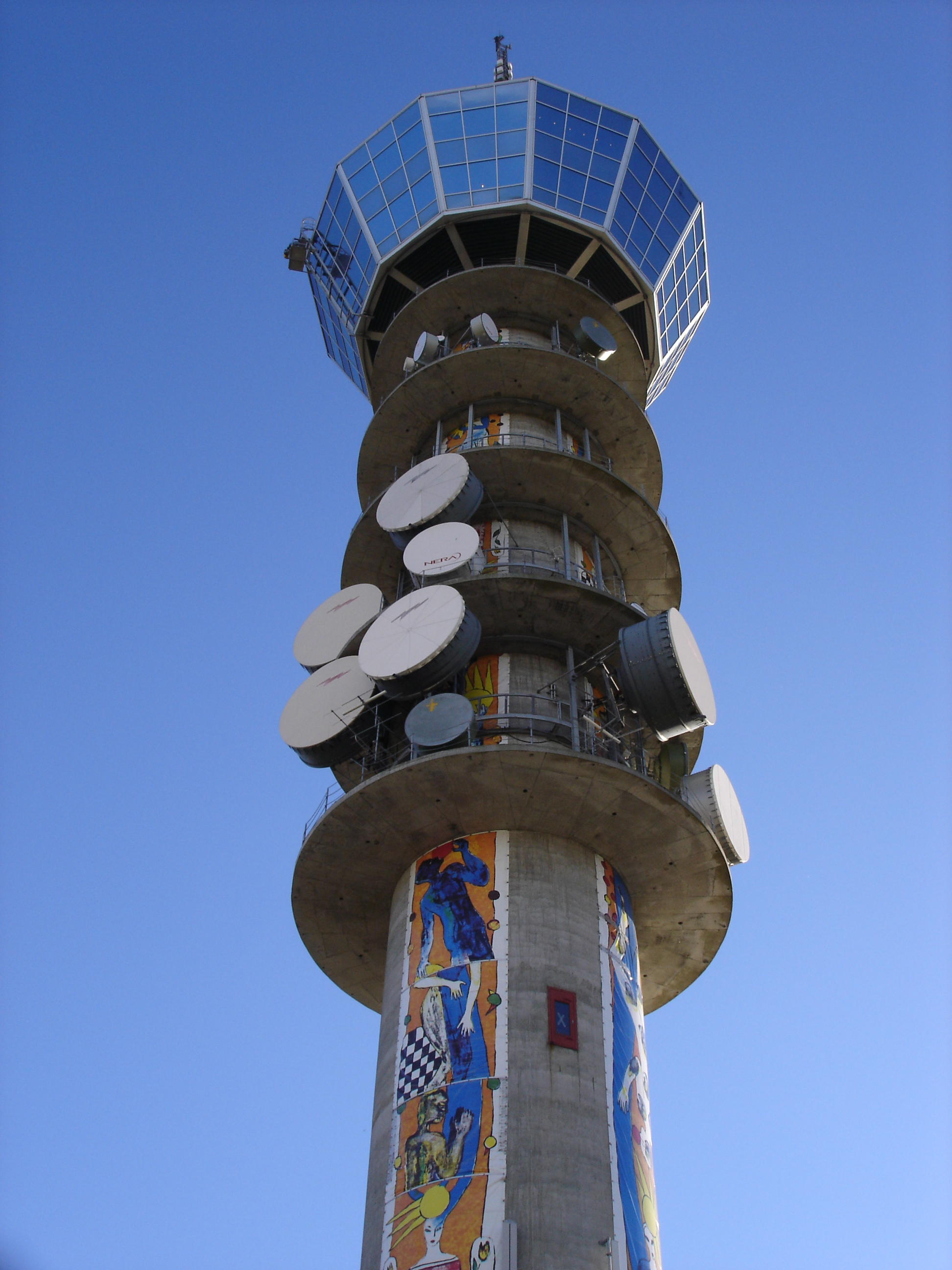
Antenna per le trasmissioni radio

La radio è una tecnologia elettronica che utilizza la radiazione elettromagnetica, la cui frequenza (la media di fotoni in un intervallo di tempo) è al di sotto della luce visibile. Tale tecnologia viene utilizzata principalmente per telecomunicazioni o per altri scopi, come la localizzazione di oggetti, tramite i radar, o lo studio di fenomeni celesti, attraverso la radioastronomia.

## Terminologia

La radiazione elettromagnetica utilizzata per la trasmissione radio è comunemente chiamata onde radio e copre la gamma di frequenze compresa nell'intervallo da 3 KHz a 300 GHz.
Il dispositivo elettronico che permette di trasmettere segnali radio è chiamato "radiotrasmettitore"; se è in grado solo di ricevere è chiamato "radioricevitore"; se è in grado sia di ricevere che di trasmettere è chiamato "ricetrasmettitore".

## Storia
Il matematico e fisico scozzese James Clerk Maxwell fu il primo a descrivere, nel 1873, la teoria del fenomeno delle onde elettromagnetiche nel suo Trattato di elettricità e magnetismo, mentre il fisico tedesco Heinrich Rudolf Hertz effettuò la prima verifica pratica, generando onde elettromagnetiche tramite semplici circuiti elettrici nei quali venivano create delle scariche ad alta frequenza, attraverso il rocchetto di Ruhmkorff. Mediante dei circuiti risonanti fu in grado di rivelare tali onde. Hertz realizzò così il primo oscillatore in grado di generare onde elettromagnetiche rilevabili a breve distanza. Questo rudimentale sistema fu perfezionato nel tempo, passando dai semplici circuiti elettrici, ai sistemi coherer, molto più sensibili dei precedenti.

### Tappe
- Nel 1885 Temistocle Calzecchi Onesti pubblicò i risultati dei propri esperimenti in cui aveva scoperto forti variazioni di resistenza elettrica in polveri metalliche in concomitanza con scariche elettriche a distanza, inventando il coesore, che verrà poi usato da altri sperimentatori come rivelatore di onde elettromagnetiche.[1]
- Nel 1888, Heinrich Rudolf Hertz, utilizzando un trasmettitore a spinterometro e un rivelatore ad anello aperto, dimostrò l'esistenza delle onde elettromagnetiche.
- Nel 1893 Augusto Righi, basandosi sugli esperimenti di Hertz, realizza l'oscillatore a tre scintille, ottenendo per primo onde centimetriche; ne studia le caratteristiche di propagazione e ne dimostra il comportamento ottico, ipotizzando la natura elettromagnetica della luce; usando specchi parabolici, trasmette segnali a una distanza di 25 m, la massima lunghezza dei corridoi dell’istituto di fisica in cui compie gli esperimenti.[2]
- Nel 1894, a Calcutta, Jagadish Chandra Bose, con un coesore a mercurio di sua invenzione, fece esplodere una carica esplosiva a distanza tramite un segnale radio.
- Nel 1894, Aleksandr Stepanovič Popov costruì il suo primo ricevitore di onde elettromagnetiche, che conteneva un coesore, inventato da Temistocle Calzecchi Onesti. Popov mostrò il suo coesore alla Società russa di fisica e chimica il 7 maggio, 1895, dopo modificato in un analizzatore di segnale lampeggiante[non chiaro].
- Nel 1895, Guglielmo Marconi, basandosi sugli studi di Hertz e Righi, iniziò i propri esperimenti sulla trasmissione a distanza di segnali.[3] Nello stesso anno effettuò l'esperimento di Pontecchio, durante il quale trasmise un segnale Morse ad oltre due km di distanza.
- Il 2 luglio 1897, a Londra, Guglielmo Marconi brevetta la radiotelegrafia, che utilizza onde smorzate generate da trasmettitori a scintilla.
- Nel dicembre del 1901 Guglielmo Marconi realizza la prima comunicazione radiotelegrafica transatlantica su una distanza di 3.200 km da Poldhu, Regno Unito, a St. Johns, Terranova. Marconi fu riconosciuto, a livello mondiale, inventore di questo rivoluzionario metodo di trasmissione, gli fu riconosciuto il brevetto e successivamente, nel 1909, il premio Nobel della Fisica, insieme a Karl Ferdinand Braun.
- A partire dal 1900 Reginald Fessenden e Lee De Forest realizzarono i primi esperimenti di radiofonia, col proposito di ottenere la modulazione d'ampiezza (AM) che avrebbe permesso la trasmissione di un segnale audio tramite onde radio.
- Nel 1904 Reginald Fessenden idea il trasmettitore rotante per la generazione di onde continue, e nel 1906 Ernst Alexanderson ne progetta uno molto potente (50 kilowatt) che brevetta nel 1911.[4]
- Il 15 aprile 1912 il Titanic affonda nell'oceano Atlantico, lanciando un segnale Morse di soccorso:SOS. Marconi, l’ideatore della radiotelegrafia, si trovava a New York e venuto a conoscenza del disastro raggiunse la nave che trasse in salvo i superstiti, per incontrare il radiotelegrafista. Per l'innovazione della radio fu uno dei primi grandi successi: contribuì a salvare centinaia di persone.
- Marconi studia la propagazione delle onde corte, scoprendo che le trasmissioni radio su queste frequenze possono essere ricevute a distanze grandissime. Il 30 maggio 1924 realizza la prima trasmissione della voce umana fra Poldhu, in Inghilterra, e Sydney, in Australia.
- Il 6 ottobre 1924 alle 21, Ines Viviani Donarelli annuncia la messa in onda della prima trasmissione radiofonica in Italia per l'Unione radiofonica italiana.
- Nel 1935 Edwin H. Armstrong inventa la radio a modulazione di frequenza (FM), in questo modo un segnale audio diventa libero da interferenze generate sia dallo stesso apparato radio o da altri apparati elettrici, che dall'elettricità presente nell'atmosfera.
- Nel settembre 1943, pochi mesi dopo la morte di Tesla, la Corte Suprema degli Stati Uniti d'America stabiliva che alcune realizzazioni di Marconi non erano originali, per cui alcuni brevetti dovevano essere riconosciuti non a Marconi bensì a Nikola Tesla. Sulla causa della Corte Suprema Statunitense contro Marconi vennero sollevate diverse critiche, dovute anche al fatto che all'epoca la società Marconi era in causa legale contro l'esercito statunitense; la sentenza della Corte Suprema rese nulle le richieste della società di Marconi sulle presunte violazioni intellettuali dell'esercito. Comunque la difesa Usa pagò la somma di circa 43.000 dollari di allora, più interessi, alla società di Marconi per una applicazione della trasmissione radio di Oliver Lodge che suddetta società aveva comprato da quest'ultimo.[5]

## Funzionamento

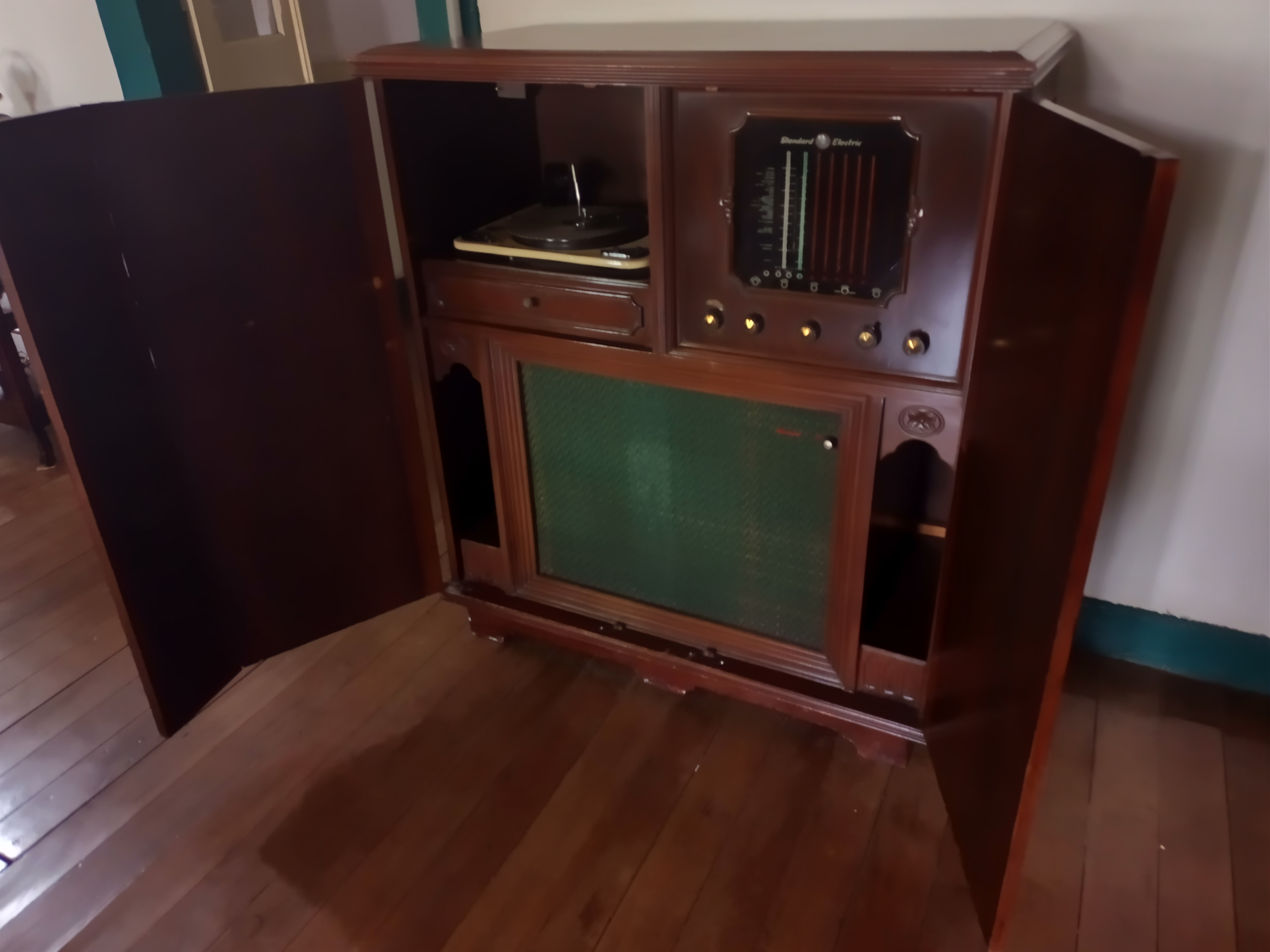

Per poter compiere la distanza tra la radio trasmittente e la radio ricevente, è necessario usare un'antenna: un dispositivo trasduttore in grado di trasformare una grandezza elettrica in segnali elettromagnetici. La lunghezza e la forma delle antenne, trasmittenti e riceventi, sono proporzionali alla lunghezza d'onda della frequenza usata. Nelle comunicazioni professionali o amatoriali, le antenne sono particolarmente curate, mentre nelle comunicazioni broadcast generalmente l'antenna deve trasmettere a grandi potenziali; in questo modo le radio riceventi possono usare antenne anche di piccole dimensioni. Per poter trasmettere informazioni da una trasmittente ad una ricevente, è necessario definire una frequenza ed una modulazione. Ad esempio, per poter ricevere le emittenti radiofoniche private, è necessario usare un semplice apparato in grado di sintonizzarsi tra gli 87,5 e i 108 MHz in modulazione di frequenza (FM). Tali frequenze corrispondono ad una lunghezza d'onda di circa 3 o 4 metri.

### Le onde radio
Le onde radio sono una forma di radiazione elettromagnetica, creata grazie ad un elemento carico accelerato ad una frequenza legata alla sezione di radio frequenza (RF) dello spettro elettromagnetico. Nella radio, questa accelerazione è causata da una corrente alternata in un'antenna. Le frequenze radio vanno da poche decine di hertz ad alcune centinaia di gigahertz.
| Spettro elettromagnetico radio |     |        |     |       |    |       |     |     |        |     |
| ELF                            | SLF | ULF/VF | VLF | LF/LW | MW | HF/SW | VHF | UHF | SHF/MW | EHF |

Altri tipi di radiazioni elettromagnetiche, con frequenze superiori allo spazio in radio frequenza, sono l'infrarosso, la luce visibile, l'ultravioletto, i raggi x e i raggi gamma.
Quando l'energia di un singolo fotone associato a radiazioni elettromagnetiche di una data frequenza è troppo bassa per rimuovere un elettrone da un atomo, le onde aventi quella frequenza sono classificate radiazioni non ionizzanti; le onde radio sono sempre non ionizzanti.

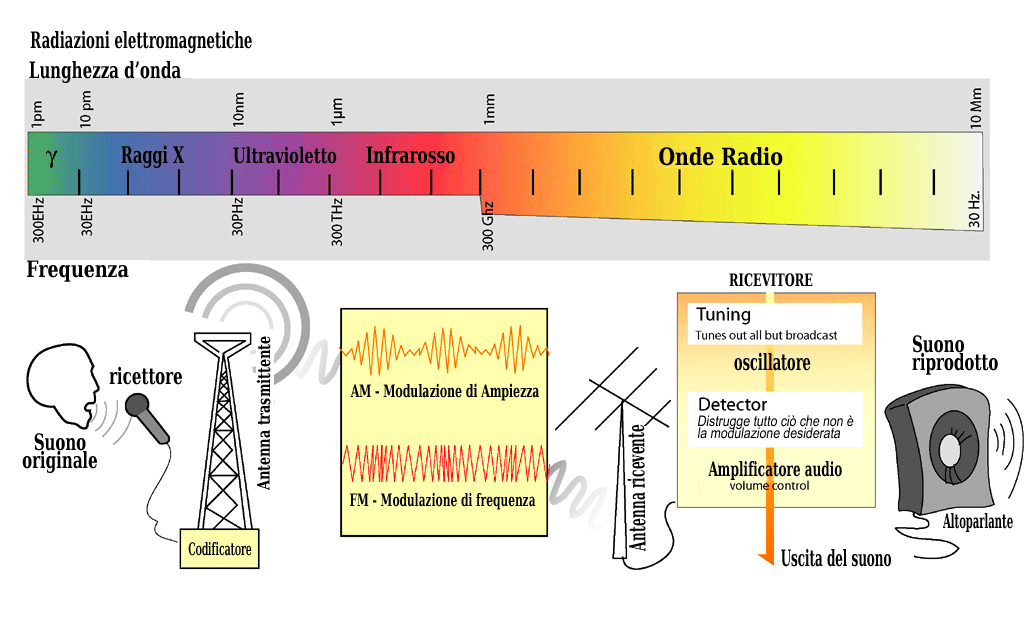
Spettro elettromagnetico e diagramma di trasmissione radio di un segnale audio.

Le onde elettromagnetiche si propagano nell'aria e nel vuoto dello spazio e non richiedono un mezzo di trasporto. Quando le onde radio incontrano un conduttore elettrico, l'antenna, l'oscillazione elettrica o il campo magnetico induce una corrente alternata nel conduttore. Questa può essere trasformata in audio o altri segnali che trasportano informazioni.
La parola radio è usata per descrivere questo fenomeno e le trasmissioni di televisione, radio, radar e telefoni cellulari sono tutte classificate come emissioni in radio frequenze.

## Applicazioni
- Radiotelegrafia
  - Diversi scienziati e inventori mostrarono l'utilità della telegrafia senza fili, radiotelegrafia, o radio, fin dal 1890. Heinrich Rudolf Hertz riuscì a generare onde elettromagnetiche a brevissima distanza durante i suoi esperimenti a cui Guglielmo Marconi si ispirò. Marconi fu però il primo a coprire distanze utili per le telecomunicazioni utilizzando un apparecchio inventato da Temistocle Calzecchi-Onesti nel 1884. Famoso è l'esperimento effettuato nella primavera del 1895 a Pontecchio (BO) in cui Marconi raggiunse una distanza di circa 2 km: era il primo segnale radio della storia. È la comunicazione tra due o più persone in codice Morse per mezzo di onde radio. Oggi è in disuso, sebbene venga ancora parecchio utilizzata dai radioamatori, per le lunghe distanze usufruibili utilizzando poca potenza. La radiotelegrafia è stata la prima applicazione della radio: è la prima volta che le onde elettromagnetiche vengono utilizzate per trasportare un'informazione.
- Radiofonia
  - Inventata da Reginald Fessenden nel 1900. È la trasmissione e ricezione di contenuti sonori per mezzo di onde radio. Nei primi decenni si distingueva in radiotelefonia e radioaudizione circolare. La radiotelefonia ha sostituito la radiotelegrafia nella comunicazione tra due o più persone per mezzo di onde radio, la radioaudizione circolare è stata invece il primo sistema di diffusione del mezzo di comunicazione di massa che chiamiamo radio. Oggi il termine "radioaudizione circolare" è completamente in disuso. Oggi esistono le emittenti radiofoniche che diffondono onde radio per mezzo di un'enorme antenna.
- Radiotelefonia
  - È una tipologia di radiofonia. È la comunicazione sonora (tipicamente vocale) tra due o più persone per mezzo di onde radio.
- Radaristica
  - È la localizzazione di oggetti fissi o mobili per mezzo di onde radio.
- Televisione terrestre
  - Inventata da John Logie Baird nel 1925. È la diffusione alle masse di contenuti visivi e sonori per mezzo di onde radio emesse da trasmettitori posti sulla superficie terrestre.
- Televisione satellitare
  - È la diffusione alle masse di contenuti visivi e sonori per mezzo di onde radio emesse da trasmettitori posti su satelliti per telecomunicazioni geostazionari.
- Radioastronomia
  - È lo studio di fenomeni celesti attraverso l'analisi delle onde radio che essi emettono naturalmente.
- Telefonia mobile
  - È l'accesso alla rete telefonica generale per mezzo di onde radio e dispositivi mobili utilizzabili in ampie aree geografiche.
- Telefonia cellulare
  - È una tipologia di telefonia mobile. È l'accesso alla rete telefonica generale per mezzo di onde radio emesse e ricevute da trasmettitori posti sulla superficie terrestre e dispositivi mobili utilizzabili in ampie aree geografiche.
- Telefonia satellitare
  - È una tipologia di telefonia mobile. È l'accesso alla rete telefonica generale per mezzo di onde radio emesse e ricevute da trasmettitori posti su satelliti per telecomunicazioni e dispositivi mobili utilizzabili in ampie aree geografiche.